# Eitzing
Eitzing ist eine Gemeinde in Oberösterreich im Bezirk Ried im Innkreis im Innviertel mit 920 Einwohnern (Stand 1. Jänner 2024). Die Gemeinde liegt im Gerichtsbezirk Ried im Innkreis.

## Geographie
Eitzing liegt auf 419 m Höhe im Innviertel. Die Ausdehnung beträgt von Nord nach Süd 4,3 km und von West nach Ost 4,6 km. Die Gesamtfläche beträgt 8,61 km². 13,8 % der Fläche sind bewaldet und 77 % der Fläche sind landwirtschaftlich genutzt.

### Gemeindegliederung

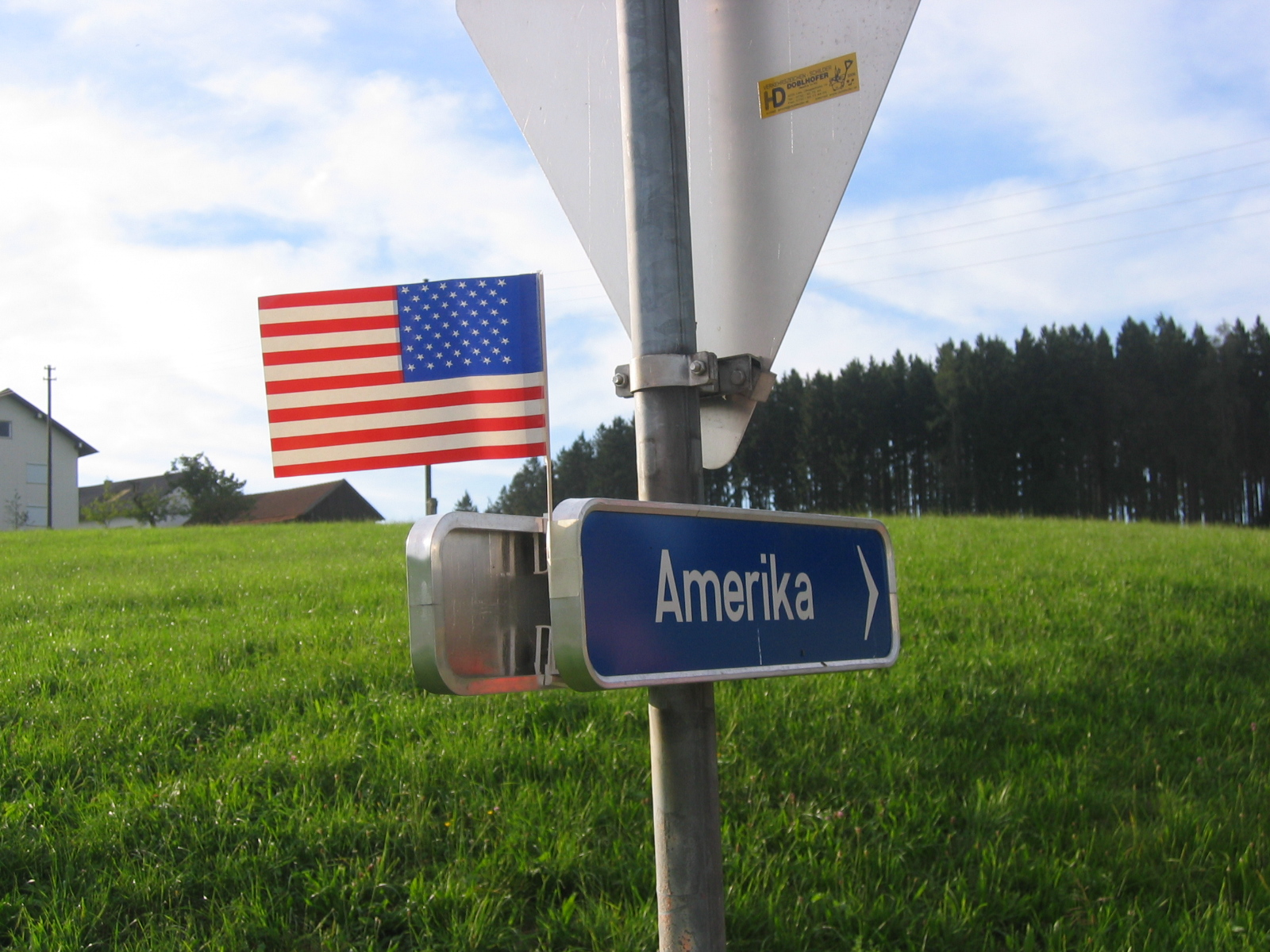
Amerika in Eitzing

Das Gemeindegebiet umfasst folgende Ortschaften (in Klammern Einwohnerzahl Stand 1. Jänner 2024):
- Bankham (48)
- Ertlberg (20)
- Hofing (97)
- Kirchberg (15)
- Obereitzing (140)
- Probenzing (42)
- Sausack (20)
- Untereitzing (497)
- Ursprung (15)
- Wöppelhub (26)

Als Kuriosum gilt der Ortsteil Amerika, der seit der Einführung von Straßennamen auch als offizielle Adresse existiert.
Katastralgemeinden sind: Eitzing (595,09 ha) und Kirchberg (265,71 ha) (Fläche Stand 31. Dezember 2023).

### Nachbargemeinden
| Gurten    | Senftenbach                                 |               |
| Wippenham | Kompassrose, die auf Nachbargemeinden zeigt | Aurolzmünster |
|           | Mehrnbach                                   |               |

## Geschichte
Die heutige Gemeinde Eitzing wurde gebildet aus den früheren Steuergemeinden Eitzing, Berg und Kirchberg. Die Gemeindegründung erfolgte im Jahr 1881.
Der Name Eitzing leitet sich von dem Eigennamen Izo ab. Der Legende nach soll die Gemeinde Eitzing (ursprünglich: Icingen) ihren Namen von einem gewissen Izo erhalten haben, der als Ahnherr der Familie der Eitzinger gilt und sich mit seiner Sippe als erster auf dem Areal der heutigen Gemeinde um 600 n. Chr. angesiedelt hat.
Auf einer Anhöhe in der Ortschaft Obereitzing stand bereits im 12. Jahrhundert das Schloss der Edlen von Itzing. Schloss und Herrschaft Eitzing blieben noch bis in die zweite Hälfte des 15. Jahrhunderts in Besitz der Eitzinger. Durch Kauf kam Eitzing an die Geltinger, dann Paumgartner auf Frauenstein, weiters durch Erbschaft an die Hohenfelder, schließlich 1638 an die Tattenbacher auf St. Martin. Im 17. Jahrhundert wurde das Schloss Obereitzing nicht mehr bewohnt und dem Verfall preisgegeben. In seinen Nebengebäuden richtete sich der „Hofbauer“ zurecht. Im 19. Jahrhundert wurde am Fuße des Schlossberges eine neue Hofstatt errichtet. An der Nordseite des Hügels befanden sich früher fünf Fischteiche, von denen einer erhalten blieb.

### Einwohnerentwicklung
Die starke Zunahme der Bevölkerungszahl seit 1991 erfolgte, da sowohl Geburtenbilanz als auch Wanderungsbilanz positiv waren.

## Kultur und Sehenswürdigkeiten

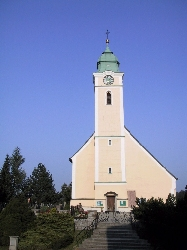
Pfarrkirche Eitzing

- Katholische Pfarrkirche Eitzing Mariä Himmelfahrt: Die Kirche soll von den Edlen von Eitzing gegründet worden sein. Von 1400 bis 1785 war Eitzing eine Filiale der Kirche zum Hl. Mauritius in Aurolzmünster. Mit Hofdekret von Kaiser Joseph II. vom 6. März 1784 wurde Eitzing zur selbstständigen Pfarre erhoben.[6] Die Kirche ist Maria Himmelfahrt geweiht und war zu jeder Zeit das Ziel von Wallfahrern. Papst Pius IX. verlieh der Kirche für das Fest Mariä Himmelfahrt einen vollkommenen Ablass. Die Wallfahrt der Rieder geht auf ein Gelöbnis anlässlich eines Brandes in Ried im Innkreis im Jahre 1704 zurück und auch heute wird die Kirche von Pilgern aus dem Dekanat Ried im Innkreis und ganz Oberösterreich besucht. Der Hochaltar stammt aus dem Jahre 1637 und ist eine Arbeit des Tischlers Hans Widmann und des Bildhauers Ludwig Vogel aus Ried im Innkreis. Die sitzende Schutzmantelmadonna wird zeitlich in das Jahr 1480 eingeordnet. Die Statuen an den Seitenaltären, links, darstellend die Heiligen Georg und Jakob, und rechts, die Heiligen Sebastian und Florian sind eine Arbeit von Thomas Schwanthaler aus dem Jahre 1660/61. Erwähnenswert ist die 1758 an die Südwestecke der Kirche angebaute Totenkapelle mit Rokokostukkatur und Fresken von Johann Prinner. Sie gilt in kunsthistorischen Kreisen als eine Rarität und ist einmalig in Oberösterreich. Sie wurde 1988/89 vollständig restauriert und steht unter Denkmalschutz (Listeneintrag).

### Regelmäßige Veranstaltungen
Jedes Jahr findet in Eitzing im Oktober am dritten Sonntag ein Kirtag statt.

## Politik
Der Gemeinderat hat 13 Mitglieder.

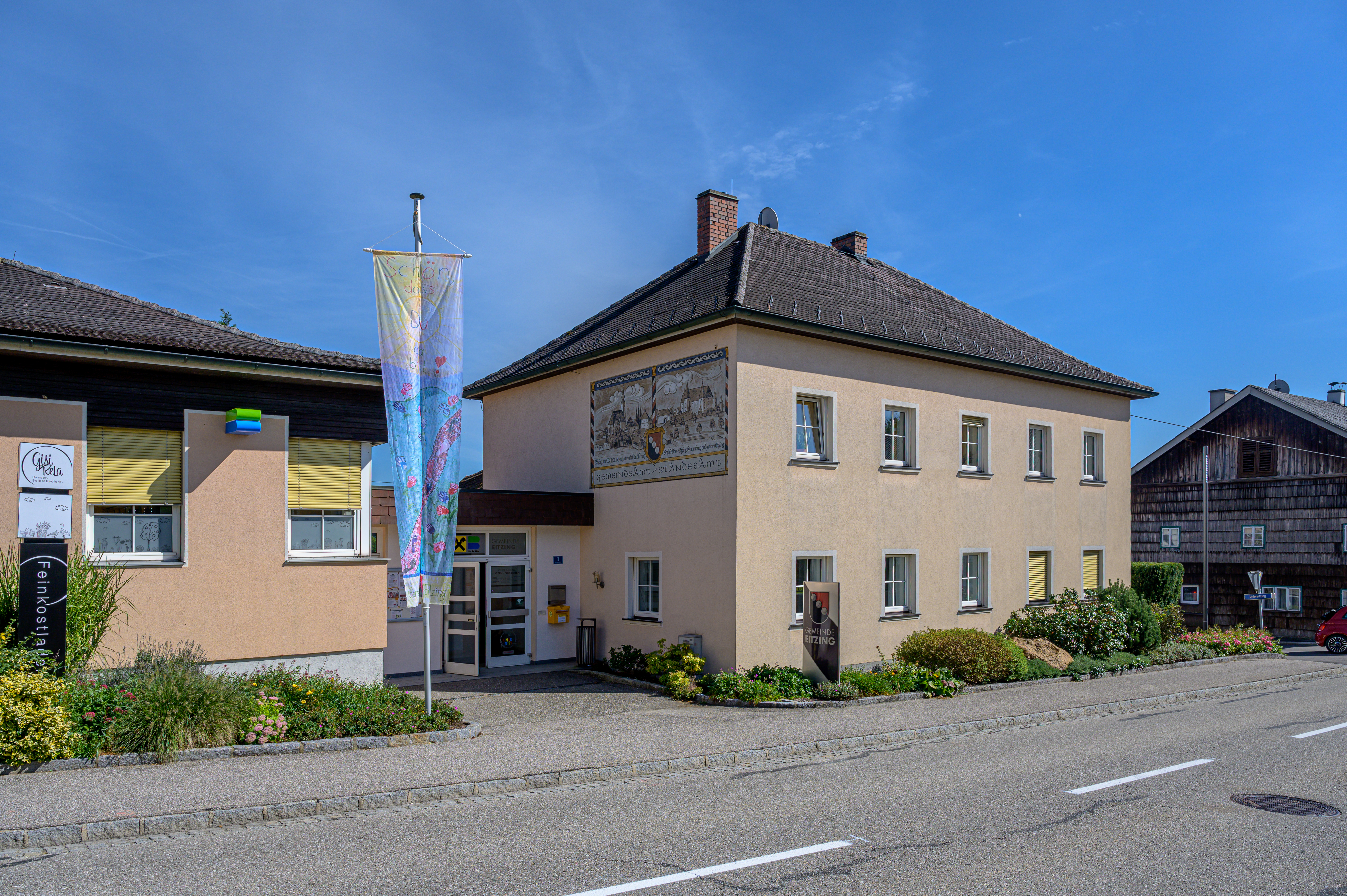
Gemeindeamt Eitzing

- Mit den Gemeinderats- und Bürgermeisterwahlen in Oberösterreich 2003 hatte der Gemeinderat folgende Verteilung: 6 ÖVP, 4 SPÖ und 3 FPÖ.
- Mit den Gemeinderats- und Bürgermeisterwahlen in Oberösterreich 2009 hatte der Gemeinderat folgende Verteilung: 7 ÖVP, 3 SPÖ und 3 FPÖ.
- Mit den Gemeinderats- und Bürgermeisterwahlen in Oberösterreich 2015 hatte der Gemeinderat folgende Verteilung: 6 ÖVP, 4 FPÖ und 3 SPÖ.
- Mit den Gemeinderats- und Bürgermeisterwahlen in Oberösterreich 2021 hat der Gemeinderat folgende Verteilung: 6 ÖVP, 3 TuWas, 2 FPÖ und 2 SPÖ.[7][8]

### Bürgermeister
- bis 2015 Friedrich Freund (ÖVP)[9]
- seit 2015 Margot Zahrer (ÖVP)[10]

### Gemeindewappen
Blasonierung:
„Von Rot und Schwarz schräggeteilt, auf der Teilungslinie drei silberne Ballen hintereinander.“
Die Gemeindefarben sind Schwarz-Weiß-Rot.
Das Gemeindewappen wurde am 7. Mai 1973 verliehen. Es wurde das Stammwappen der Herren von Eitzing (Eyczinger), die als Inhaber von Schloss Obereitzing in der Geschichte der Gemeinde eine große Rolle spielten, übernommen. Entwurf: Herbert Erich Baumert, Linz.

### Gemeindepartnerschaften
- Entwicklung ab 1958 mit Wald in der Oberpfalz in Bayern, Deutschland[12]

## Persönlichkeiten

### Söhne und Töchter der Gemeinde
- Franz Mittendorfer (1909–1942), Widerstandskämpfer, geboren in Eitzing, hingerichtet in Wien
- Adrianna Biermaier (1945–2023; geb. Adrianna Bilik), Basketballspielerin, geboren in Eitzing

### Mit der Gemeinde verbundene Persönlichkeiten
- Michael Angerschmid (* 1974), Fußballspieler und -trainer, lebt in Eitzing
- Andreas Feichtinger (* 1978), Fußballspieler, aufgewachsen in Eitzing
- Sieglinde Rosenberger (* 1957), österreichische Politikwissenschaftlerin, aufgewachsen in Eitzing